# Marvelous Interactive Inc.
Marvelous Interactive Inc. är namnet på ett japanskt företag som utvecklar spel. Företaget grundades år 1970 och hette från början Marvelous Entertainment men valde att ändra namnet då de köpte upp Victor Interactive Software år 2002.